# Ennis Hayes
Ernesto Ennis Hayes (ur. 5 października 1896 w Rosario, zm. 6 lutego 1956) – argentyński piłkarz, grający na pozycji napastnika.

## Kariera klubowa
Ennis Hayes był synem angielskich imigrantów przybyłych do Argentyny pod koniec XIX wieku. Hayes rozpoczął karierę w klubie Rosario Central w 1912. W 1913 przeszedł do 1 de Mayo Rosario, lecz wkrótce wrócił do Central i występował w nim do końca kariery w 1920.
Z Rosario pięciokrotnie wygrał lokalną Liga Rosarina de Fútbol w 1914, 1915, 1916, 1917, 1919.

## Kariera reprezentacyjna
W reprezentacji Argentyny Hayes występował w latach 1906–1916. W reprezentacji zadebiutował 18 lipca 1915 w wygranym 3-2 meczu z Urugwajem, którego stawką było Gran Premio de Honor Uruguayo.
W 1916 wystąpił w już w oficjalnych Mistrzostwach Ameryki Południowej. Na turnieju w Buenos Aires wystąpił tylko w meczu z Urugwajem. W 1917 po raz drugi wystąpił w Mistrzostwach Ameryki Południowej.
Na turnieju w Montevideo wystąpił ponownie jak rok wcześniej tylko w meczu z Urugwajem.
Ostatni raz w reprezentacji Hayes wystąpił 18 lipca 1919 w przegranym 1-4 meczu z Urugwajem, którego stawką było Gran Premio de Honor Uruguayo. Ogółem w barwach albicelestes wystąpił w 11 meczach, w których zdobył 4 bramki.
| Mecze i gole w reprezentacji | Mecze i gole w reprezentacji | Mecze i gole w reprezentacji | Mecze i gole w reprezentacji | Mecze i gole w reprezentacji | Mecze i gole w reprezentacji | Mecze i gole w reprezentacji |
| #                            | Data                         | Miasto                       | Przeciwnik                   | Gol                          | Wynik                        | Rozgrywki                    |
| ---------------------------- | ---------------------------- | ---------------------------- | ---------------------------- | ---------------------------- | ---------------------------- | ---------------------------- |
| 1.                           | 18.07.1915                   | Montevideo                   | Urugwaj                      |                              | 3:2                          | Gran Premio                  |
| 2.                           | 17.07.1916                   | Buenos Aires                 | Urugwaj                      |                              | 0:0                          | Copa América                 |
| 3.                           | 15.08.1916                   | Montevideo                   | Urugwaj                      | Gol                          | 2:1                          | Copa Lipton                  |
| 4.                           | 01.10.1916                   | Avellaneda                   | Urugwaj                      | Gol · Gol                    | 7:2                          | towarzyski                   |
| 5.                           | 29.10.1916                   | Montevideo                   | Urugwaj                      |                              | 1:3                          | towarzyski                   |
| 6.                           | 14.10.1917                   | Montevideo                   | Urugwaj                      |                              | 0:1                          | Copa América                 |
| 7.                           | 15.08.1918                   | Buenos Aires                 | Urugwaj                      |                              | 0:0                          | Gran Premio                  |
| 8.                           | 25.08.1918                   | Buenos Aires                 | Urugwaj                      |                              | 2:1                          | Gran Premio                  |
| 9.                           | 20.09.1918                   | Montevideo                   | Urugwaj                      |                              | 1:1                          | Copa Lipton                  |
| 10.                          | 29.09.1918                   | Buenos Aires                 | Urugwaj                      |                              | 2:0                          | Copa Newton                  |
| 11.                          | 18.07.1919                   | Montevideo                   | Urugwaj                      | Gol                          | 1:4                          | Gran Premio                  |